# Microlepis trianaei
Microlepis trianaei är en tvåhjärtbladig växtart som beskrevs av Célestin Alfred Cogniaux. Microlepis trianaei ingår i släktet Microlepis och familjen Melastomataceae. Inga underarter finns listade i Catalogue of Life.